# Robert Paton
Robert „Bob“ Paton (* 1. August 1854 in Bonhill; † 17. Februar 1905) war ein schottischer Fußballspieler. In seiner aktiven Karriere als Spieler gewann er mit dem FC Vale of Leven in den 1870er Jahren dreimal in Folge den schottischen Pokal.

## Karriere

### Verein
Robert Paton wurde in Bonhill geboren und spielte Fußball beim FC Vale of Leven, der gegenüber dem Fluss Leven in der Stadt Alexandria beheimatet ist. Er war Gründungsmitglied von Vale of Leven und gehörte zu der Mannschaft, die 1877 den schottischen Pokal gewann, indem er das entscheidende Tor im zweiten Wiederholungsfinale gegen die Glasgow Rangers erzielte. Er war auch im Verein, als 1878 und 1879 der Pokal erneut gewonnen wurde, er blieb dabei allerdings in den  Endspielen ohne Einsatz.

### Nationalmannschaft
Im Jahr 1879 absolvierte Paton zwei Länderspiele für die schottische Nationalmannschaft. Er debütierte für die „Bravehearts“ am 5. April 1879 bei einer 4:5-Auswärtsniederlage gegen England im Kennington Oval in London. Sein zweites Spiel absolvierte Paton zwei Tage später bei einem 3:0-Sieg gegen Wales im Acton Park von Wrexham.

## Erfolge
mit dem FC Vale of Leven
- Schottischer Pokalsieger (3): 1877, 1878, 1879